# Lane moje
Chansons représentant la Serbie-et-Monténégro au Concours Eurovision de la chanson
Zauvijek moja
(2005)
Singles de Željko Joksimović
Leđa o leđa
(2003) I Live My Life for You
(2005)
Lane moje (en cyrillique serbe : Лане моје, prononcé lânɛ mɔ̌jɛ, en français : « Ma bien-aimée ») est une chanson sortie en 2004 du musicien, compositeur et chanteur serbe Željko Joksimović. 
Lors de sa performance, le chanteur était accompagné par le Ad Hoc Orchestra en tant que représentant de la Serbie-et-Monténégro lors du Concours Eurovision de la chanson 2004 à Istanbul, en Turquie.

## Concours Eurovision de la chanson 2004

### À Istanbul
Lors du concours, la chanson se qualifie d'abord pour la finale en remportant la demi-finale du 12 mai 2004 avec 263 points. Puis lors de la finale, la chanson est engagée dans une bataille serrée toute la soirée avec la chanson énergique de l'Ukraine de Ruslana Wild Dances. Finalement, la chanson termine deuxième du concours avec 263 points et est la première chanson qui gagne plus de 200 points sans gagner le concours avec la chanson grecque Shake It de Sakis Rouvas. Le titre, inspiré par des éléments ethniques et par la musique serbe traditionnelle, remporte toutefois le prix de la presse aux prix Marcel-Bezençon. 

## Liste des pistes
| 1. | Lane moje                           |  |
| 2. | Goodbye (Version en anglais)        |  |
| 3. | Lane moje (Version instrumentale)   |  |
| 4. | Leđa o leđa (Version album)         |  |
| 5. | Leđa o leđa (Version Unplugged)     |  |
| 6. | Leđa o leđa (Version instrumentale) |  |